# Wojna rosyjsko-turecka (1877–1878)
Wojna rosyjsko-turecka 1877–1878 – wojna pomiędzy Imperium Rosyjskim a Imperium Osmańskim stoczona pomiędzy 24 kwietnia 1877 a 31 stycznia 1878 roku.

## Przyczyny wybuchu konfliktu
Imperium Osmańskie nazywane w tamtym czasie starym człowiekiem Europy stawało się powoli celem imperialistycznych zapędów Rosji oraz pozostałych mocarstw europejskich, ale do bezpośredniego konfliktu przyczyniło się:
- rozpoczęcie walk narodowowyzwoleńczych na Bałkanach (powstanie przeciw panowaniu Turków w Bośni i Hercegowinie: 1875–1878 i Bułgarii w 1876)
- odmowa Turcji wykonania decyzji Konferencji Konstantynopolitańskiej w 1876
- popieranie przez Rosję powstańców słowiańskich na Bałkanach
- chęć wzmocnienia pozycji Imperium Rosyjskiego na Bałkanach
- polityka Wielkiej Brytanii, której celem było doprowadzenie do wojny między Turcją a Rosją dla osłabienia obydwu krajów
- odwrócenie uwagi ludności rosyjskiej od problemów wewnętrznych.

## Przebieg wojny

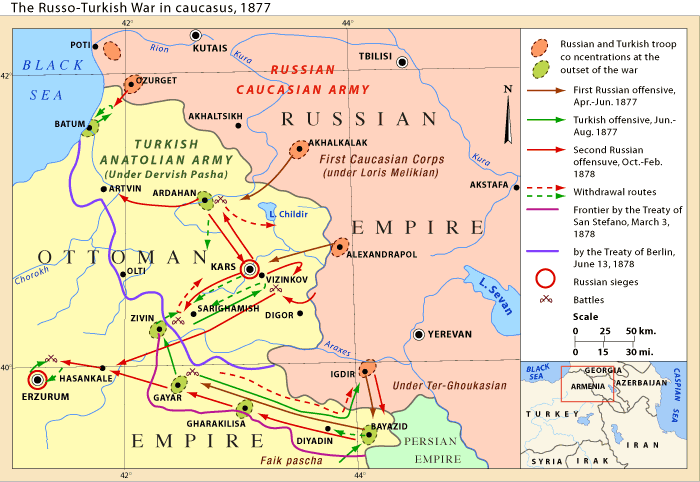
Działania zbrojne w rejonie Kaukazu

W czerwcu 1876 rozpoczęła się serbsko-turecka wojna, w której Serbia poniosła porażkę. Aby uratować ją od całkowitej klęski, Rosja 31 października 1876 zażądała od Turcji zawarcia umowy pokojowej, którą Turcja przyjęła. W grudniu, pod wpływem Wielkiej Brytanii, Turcja odmówiła podpisania wypracowanego w Stambule projektu umowy pokojowego rozwiązania kryzysu. W styczniu 1877 Rosja podpisała umowę z Austro-Węgrami o neutralności Austro-Węgier w wypadku wojny Rosji z Turcją, za co Austro-Węgry otrzymały prawo okupowania Bośni i Hercegowiny. W kwietniu Rosja podpisała umowę z Rumunią o możliwości przeprowadzenia przez jej terytorium swoich wojsk. Również w kwietniu sułtan odrzucił projekt umów reformujących sytuację Słowian bałkańskich wypracowanych z inicjatywy Rosji.
24 kwietnia 1877 Rosja wypowiedziała wojnę Turcji. Po stronie Rosji stanęła Rumunia, jednak zbrojnie poparła Rosję dopiero w sierpniu. Na początku czerwca wojska rosyjskie w sile ok. 185 tys. żołnierzy pod dowództwem wielkiego księcia Mikołaja Mikołajewicza starszego ześrodkowały się na lewym brzegu Dunaju, mając główne siły w rejonie Zimnicy. Siły tureckie pod dowództwem Abdul-Kerim-Nadir-paszy były równe siłom rosyjskim. Na Kaukazie siły stron były także prawie takie same. Rosyjska Armia Kaukaska pod dowództwem wielkiego księcia Michała Mikołajewicza liczyła ok. 100 tys. żołnierzy, natomiast turecka armia Muchdar paszy – ok. 90 tys. żołnierzy. Lepsze przygotowanie bojowe miała armia rosyjska, ale ustępowała armii tureckiej pod względem uzbrojenia. Turcy mieli najnowsze karabiny angielskie i amerykańskie. Aktywnie armię rosyjską popierały narody bałkańskie i zakaukaskie, co podnosiło jej ducha bojowego. W składzie armii rosyjskiej działało również bułgarskie pospolite ruszenie oraz armia i milicja gruzińska.
22 czerwca korpus rosyjski – tzw. Oddział Naddunajski – przeprawił się przez Dunaj w rejon Gałacza i Braiły i zajął Północną Dobrudżę. W nocy 27 czerwca wojska rosyjskie pod dowództwem gen. M. I. Dragomirowa forsowały Dunaj w rejonie Zimnicy – Swisztowa, po czym w tym miejscu przeprawiły się siły główne. Jednak sił rosyjskich okazało się zbyt mało, aby wykonać decydujące natarcie przez Bałkany. W celu pokonania grzbietów Bałkanów był wydzielony Oddział Przedni gen. Josifa Hurko (ok. 12 tys. żołnierzy). W celu osłony skrzydeł były wydzielone Oddział Wschodni (ok. 35 tys.) i Oddział Zachodni (ok. 45 tys.). Pozostałe siły były skoncentrowane w Dobrudży, na lewej stronie Dunaju lub na podejściach do rejonów koncentracji.
Oddział Przedni 7 czerwca zajął Tyrnowo, a 14 czerwca przeszedł Bałkany. Wkrótce zajęto przełęcz Szipka, gdzie był skierowany nowo utworzony Oddział Południowy (20 tys. żołnierzy, a w sierpniu 45 tys.). Droga na Konstantynopol została otwarta, jednak zabrakło sił do dalszego natarcia na Zabałkanie. Oddział Przedni zajął Eski-Zagru (obecnie Stara Zagora). Wkrótce podszedł w ten rejon z Albanii 20 tys. korpus turecki pod dowództwem Sulejmana paszy. Po walkach pod Eski-Zagru Oddział Przedni odstąpił w kierunku na Szipkę. Wojska rosyjskie przeszły do obrony. Oddział Zachodni zajął Nikopol, ale nie zdążył zająć Plewny, dokąd z Widina podszedł 15 tys. korpus Osman paszy. Nieprzygotowane szturmy Plewny 20 i 30 lipca zakończyły się niepowodzeniem, jednak związały wojska rosyjskie.
Na Kaukazie Południowym wojska rosyjskie w kwietniu i maju zajęły Bajazet, Ardahan i okrążyły Kars. Rozczłonkowanie wojsk na trzy oddziały, działające na samodzielnych kierunkach, nie pozwoliło na utrzymanie dotychczasowych powodzeń. Natarcie na okrążony Bajazet przez przeważające siły wojsk tureckich doprowadziło do odwrotu wojsk rosyjskich na granice i wymusiło przejście ich do obrony. W sierpniu dowództwo tureckie próbowało zorganizować kontrnatarcie, jednak nie osiągnęło swojego celu. Wojska rosyjskie w zażartych walkach utrzymały swoje pozycje na Szipce, a Oddział Wschodni odparł natarcie armii tureckiej ze wschodu. Na Kaukazie natarcie Turków było zatrzymane, a 13–15 października armia turecka została rozbita w bitwie koło Aładży.
Wojska rosyjskie przeszły do natarcia w nocy 18 listopada i szturmem zajęły Kars oraz podeszły do Erzurum. Nowy szturm Plewny 11 i 12 września zakończył się niepowodzeniem i wojska rosyjskie przeszły do blokady Plewny, która skończyła się 10 grudnia kapitulacją twierdzy. Po tym rosyjska armia w sile 314 tys. żołnierzy przeciw 183 tys. Turków przeszła do natarcia. Również armia serbska wznowiła działania bojowe przeciwko Turkom. Oddział zachodni gen. Hurko (71 tys.) w trudnych warunkach przeszedł przez grzbiety Bałkanów i 4 stycznia 1878 zajął Sofię. W tym dniu Oddział Południowy gen. F. Radeckiego rozpoczął natarcie i w bitwie pod Szejnową 8–9 stycznia okrążył i wziął do niewoli 30 tys. żołnierzy tureckich armii Wessela Paszy. 15–17 stycznia 1878 w bitwie pod Filipopolem (Płowdiw) została rozbita armia Sulejmana Paszy, a 29 stycznia wojska rosyjskie zajęły Adrianopol. Wprowadzenie na Morze Marmara eskadry okrętów przez Wielką Brytanię zmusiło Rosję do powstrzymania się od zajęcia Konstantynopola.

## Skutki wojny

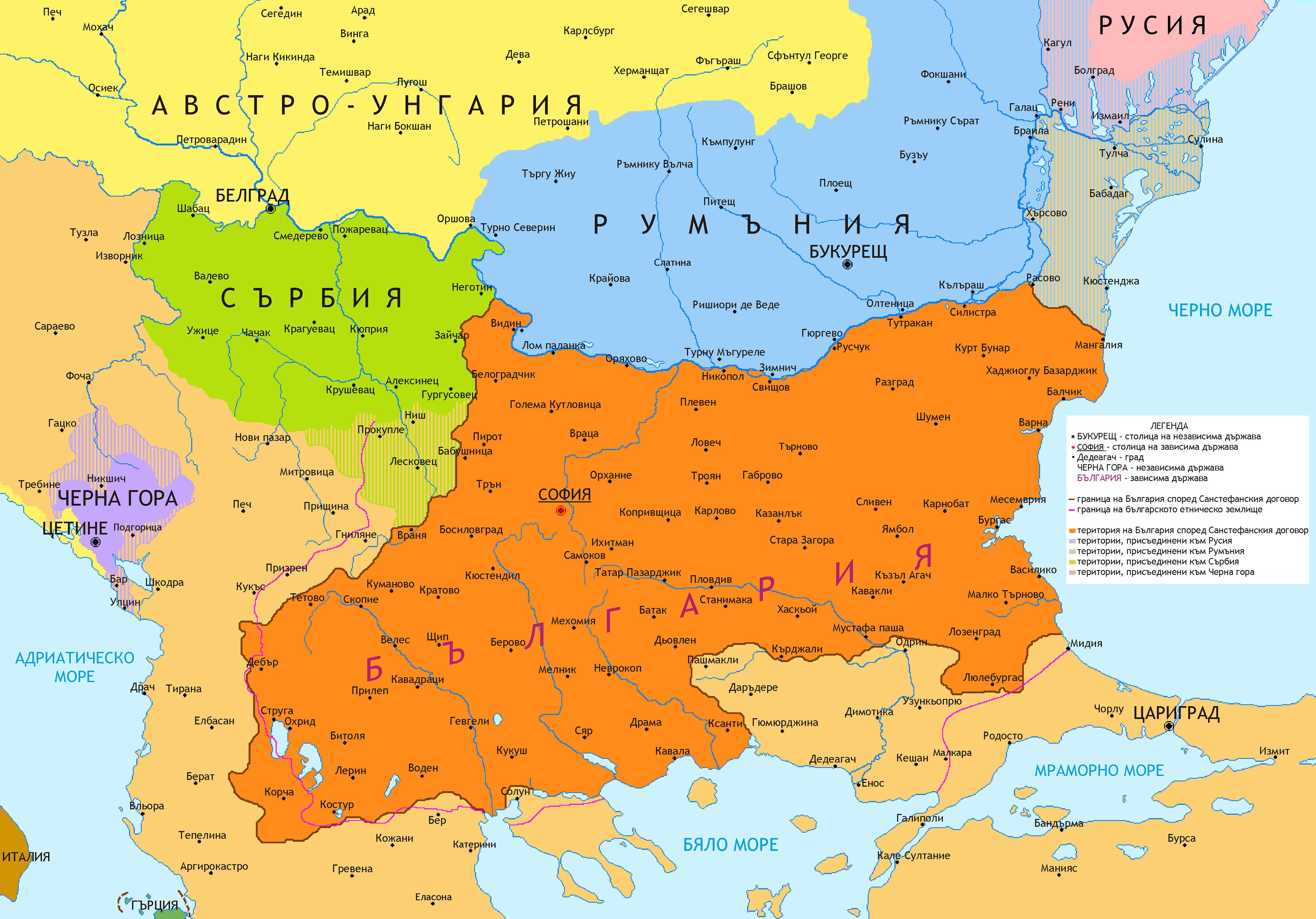
Zmiany terytorialne granic Rosji, Serbii, Rumunii i Czarnogóry, a także granice Wielkiej Bułgarii według pokoju w San Stefano

Rozpoczęto rozmowy pokojowe. Traktat pokojowy pomiędzy państwami podpisano 3 marca 1878 w San Stefano.
Traktat ten, wobec sprzeciwu mocarstw nie wszedł w życie. Rewizja traktatu pokojowego nastąpiła jeszcze w tym samym roku na kongresie w Berlinie. Pomimo tego, wojna ta miała wielkie znaczenie dla wyzwolenia narodów bałkańskich spod panowania tureckiego.

## Wojna w literaturze polskiej
Na wojnie, zwanej „wojną bułgarską” lub „wojną turecką”, majątek zbija Stanisław Wokulski, główny bohater powieści Lalka Bolesława Prusa. 
Wojna jest też wspomniana w powieści Chłopi Władysława Reymonta i stanowi ważną przesłankę do datowania czasu akcji powieści.